# Thed Björk
Thed Björk (Vretstorp, 1980. december 14. –) svéd autóversenyző. 2006-ban megnyerte a Svéd túraautó-bajnokságot, 2013-tól 2015-ig a Skandináv túraautó-bajnokságot, és 2017-ben a túraautó-világbajnokságot. A Cyan Racing Lynk & Co csapat versenyzője.

## Pályafutása

### A kezdetek
Thed Björk is gokartozással kezdte a pályafutását, 1997-ben versenyzett a svéd és az északi Formula–3-as bajnokságban, amit 1999-ben meg is nyert. 2000-ben Amerikában folytatta pályafutását, a Barber Dodge Pro Seriesben.
2001-ben Björk több szériában is indult; rajthoz állt az FIA Sportautó-bajnokságon az SR2 géposztályban a Sportscar Racing Team Sweden színeiben. Harmadik pozícióban zárta a Svéd GT bajnokságot és megejtette debütálását a Svéd túraautó-bajnokságban (STCC) is. Részt vett ebben az évben a Daytonai 24 órás autóversenyen is, ahol megszerezte géposztályában a pole-pozíciót, a versenyen megfutotta a leggyorsabb kört is, de kiesett vezető pozícióból váltóhiba miatt.
2001-ben a Formula–3000-ben versenyzett a Coca-Cola Nordic Racing csapattal, de nem szerzett pontot, a szezont a 15. pozícióban zárta, 12. lett az LMP9000 osztályban és rajthoz állt a 2002-es Le Mans-i 24 órás versenyen is a Courage Compétitionnel.
2003-ban visszatért Svédországba a helyi GTR bajnokságban szerepelt a Chrysler Viper GTS-R-el és minden futamot megnyert, amin rajhoz állt.
2004-ben Niklas Lovén és a WestCoast Racing útjai külön váltak, a csapat pedig Björk mellett tette le a voksát, így ebben az évben ő vezette az STCC-ben a BMW-t, kétszer állhatott pódiumra, a szezont a 11. pozícióban zárta és 2005-re is maradt a csapatnál, két győzelmet szerzett, hatszor állhatott dobogóra az összetettben pedig a második lett.
2006-ban a Kristoffersson Motorsporthoz igazol, ahol már 2001-ben versenyzett. Egy Audit vezetett. A váltás kiváló döntésnek bizonyult, ugyanis 59 pontot gyűjtve megnyerte a bajnokságot, korábbi csapattársa és a regnáló bajnok Richard Göransson előtt. A szezon során három győzelmet aratott és összesen hatszor állhatott dobogóra.

### DTM
Amikor a Futurecom TME versenyzője Nicolas Kiesa lába megsérült egy Motokrossz balesetben, a 2006-os DTM-szezon végén a csapat Björköt kereste fel a dán pilóta pótlására. Egy elavult 2004-es autóval a harmadik lett az első szabadedzésen – ekkor ült először DTM autóban -, de később az idejét múlt technikával nem tudott harcba szállni egy jó eredményért. Egy ideig szóba hozták az Audival a 2007-es szezonra, de végül nem kapott szerződést.

### Túraautó-világbajnokság
2013-ban állt először rajthoz a Túraautó-világbajnokságon egy Volvo C30 DRIVe-ot irányítva, ekkor még csak egy hétvégén szerepelt Kínában ahol az első futamon műszaki okokból nem tudott elindulni a második futamot pedig a 15. pozícióban zárta.
2016-ban tért vissza a WTCC-be, szintúgy a Volvo színeiben, de most már egy Volvo S60-ast terelgetett. Ez az év leginkább a tanulásról szólt a gyári Volvo csapatának Björk azonban így is szerzett egy győzelmet a kínai nyitófutamon, valamint a szezon utolsó futamán katarban másodikként intették le.
2017-re is megtartotta a Volvo Björköt és esélyessé vált a világbajnoki cím elhódítására. Egész szezonban szoros küzdelem folyt a Honda és a Volvo versenyzői között végül pedig Thed Björk került ki győztesen a harcból és szerezte meg a 2017-es túraautó-világbajnokság címét, míg a gyártók pontversenyében is a Volvo bizonyult a jobbnak.

### Túraautó-világkupa
Björk maradt 2018-ban a WTCC és a TCR nemzetközi sorozat által összeolvadt világkupa mezőnyében, a Polestar engedélyével az Yvan Muller Racingnél versenyez Yvan Muller csapattársaként egy Hyundai i30-cal. A szezont rögtön egy pole-pozícióval indította Marrákesben, amit ugyan nem tudott győzelemre váltani, de másodikként ért célba a szezonnyitón, még az első hétvége során, a harmadik futamon begyűjtött még egy dobogót, ekkor a harmadik pozícióban végzett. A hungaroringi hétvége az Yvan Muller Racing és Björk számára felejthetőre sikeredett, mindössze két kilencedik illetve egy tizenkettedik helyet sikerült elcsípnie és ezt követően a Nordschleiféra látogatott a WTCR mezőnye, itt a svéd mindkét időmérő edzést megnyerte, a nyitófutamon a második helyen intették le, a második futamot pedig biztonsági okokból feladta miután a középmezőnyből indulva nem volt lehetősége jelentősebb eredményt elérni, hogy a harmadik futamra feltudják készíteni megfelelően az autóját amit meg is nyert.
A negyedik hétvégét Zandvoortban rendezték, ezen a hétvégén a négy Hyundaios versenyző esélytelen volt a pontszerzésre miután a hétvége előtt változtattak a széria BoP rendszerén így Björk is nulla ponttal távozott a versenyhétvégéről. Egy hónappal később az ötödik fordulóban a portugáliai Vila Real pályára utazott a mezőny. A szombati első időmérőn a két Sébastien Loeb Racinges Volkswagen Golf, Robert Huff és Mehdi Bennani sajátította ki az első sort, azonban a rajt után néhány kanyarral összeütköztek, amit csak kevés versenyző tudott elkerülni így egy hatalmas tömegkarambol után sokadmagával Björk is búcsúzott az első verseny további küzdelmeitől, miután autója totálkárosra tört. A kocsiját másnapra megtudták szerelni, így az aznapi időmérőt megnyerte, ezáltal a hétvége második futamán a tizedik helyről indulhatott, ugyan a futamon megfutotta a leggyorsabb kört, azonban kockázatmentesen vezetett, így a rajtpozícióját megtartva tizedikként intette le a kockás zászló. A hétvége záró futamát tehát a pole-pozícióból kezdhette és a szűk utcai pályán és meg is tartotta a vezetést és begyűjtötte szezonbeli második győzelmét.
A slovakiaringi hétvége ismét felemásan alakult csapata számára, büntetések is nehezítették a dolgukat a szombati napon így egyik Yvan Muller Racinges autó sem tudott pontszerző helyen célba érni a hétvége első futamán, a második és harmadik futamon szolíd versenyzést bemutatva gyűjtögette a pontokat Bjrök, előbbi versenyen tizedik, míg utóbbin – amin a rajt után szintén volt egy több autót érintő tömegbaleset – a negyedik helyen végzett. A bajnokság a hosszú nyári szünet után a szezon hajrájába érkézvén Ázsiában folytatódott. Elsőként a kínai Ningpóban utaztak el. Ezt a hétvégét Björk szinte tökéletesen teljesítette, mindkét időmérő edzést megnyerte, az első illetve a harmadik futamot szintén, míg a második futamon a fordított rajtrácsról a középmezőnyből indulva szintén hasznos pontokat gyűjtött és a 7. helyen futott be. A világkupán pedig egyre inkább az egyik végső esélyessé lépett elő. Egy héttel később a szintén Kínában rendezett vuhani hétvége már nem alakult ilyen eredményesen a számára.
Az első futamon a 12. helyen ért célba, a második futamot fel kellett adnia, miután John Filippi egy elfékezés után kiütötte. A harmadik futamon pedig a 10. pozícióban végzett a két futam közt ugyan megszerelt, de nem száz százalékos állapotú Hyundaijjal. Ezután a lépés már sem Japánban sem pedig Makaóban nem jött ki, így a svéd versenyző az utolsó két hétvége hat futamán mindössze két nyolcadik helyet, összesen 8 pontot tudott gyűjteni, így a tabellán is jelentősen hátra csúszott, egészen a 7. helyig, a szezon során végül összesen 242 pontot gyűjtött.
2019-re az Yvan Muller Racing útodjaként is számon tartott gárda, az újjáalakult szériában első szenját kezdő Cyan Racing igazolta le, csapattársa pedig ismét Yvan Muller lett. Egy új kínai autóval, a Lynk & Co 03 TCR-rel vettek részt az évadban.

## Eredményei

### Teljes Barber Dodge Pro Series eredménylistája
| Év   | 1      | 2     | 3      | 4      | 5      | 6     | 7      | 8     | 9     | 10    | 11    | 12     | Helyezés | Pont |
| ---- | ------ | ----- | ------ | ------ | ------ | ----- | ------ | ----- | ----- | ----- | ----- | ------ | -------- | ---- |
| 2000 | SEB 10 | MIA 5 | NAZ 23 | LRP 12 | DET 10 | CLE 4 | MDO 11 | ROA 6 | VAN 6 | LAG 8 | RAT 6 | HMS 19 | 10.      | 83   |

### Le Mans-i 24 órás autóverseny
| Év   | Csapat              | Csapattárs                       | Autó             | Osztály | Kör | Összetett Helyezés | Kategória Helyezés |
| ---- | ------------------- | -------------------------------- | ---------------- | ------- | --- | ------------------ | ------------------ |
| 2002 | Courage Compétition | Didier Cottaz Boris Derichebourg | Courage C60-Judd | LMP900  | 322 | 15.                | 11.                |

### Teljes Formula–3000-es eredménysorozata
| Év   | Csapat                  | 1   | 2   | 3   | 4   | 5   | 6   | 7   | 8      | 9     | 10     | 11    | 12    | Helyezés | Pont |
| ---- | ----------------------- | --- | --- | --- | --- | --- | --- | --- | ------ | ----- | ------ | ----- | ----- | -------- | ---- |
| 2002 | Coca-Cola Nordic Racing | INT | IMO | CAT | A1R | MON | NUR | SIL | MAG Ki | HOC 7 | HUN 13 | SPA 8 | MNZ 7 | 16.      | 0    |

### Teljes DTM eredménylistája
| Év   | Csapat        | Autó             | 1   | 2   | 3   | 4   | 5   | 6   | 7   | 8   | 9      | 10      | Helyezés | Pont |
| ---- | ------------- | ---------------- | --- | --- | --- | --- | --- | --- | --- | --- | ------ | ------- | -------- | ---- |
| 2006 | Futurecom TME | Audi A4 DTM 2004 | HOC | LAU | OSC | BRH | NOR | NÜR | ZAN | CAT | BUG 14 | HOC 15† | 22.      | 0    |

### Svéd túraautó-bajnokság
| Év   | Csapat                    | Autó                | 1       | 2       | 3        | 4       | 5         | 6       | 7        | 8         | 9       | 10      | 11       | 12       | 13      | 14      | 15       | 16       | 17       | 18       | 19    | 20    | Helyezés | Pont |
| ---- | ------------------------- | ------------------- | ------- | ------- | -------- | ------- | --------- | ------- | -------- | --------- | ------- | ------- | -------- | -------- | ------- | ------- | -------- | -------- | -------- | -------- | ----- | ----- | -------- | ---- |
| 2001 | Kristoffersson Motorsport | Audi A4 Quattro     | FAL 1   | FAL 2   | MAN 1 Ki | MAN 2   | KAR 1     | KAR 2   | JYL 1    | JYL 2     | FAL 1   | FAL 2   | KNU 1    | KNU 2    | MOI 1   | MOI 2   |          |          |          |          |       |       | 18.      | 12   |
| 2001 | Euroracing                | Alfa Romeo 156      |         |         |          |         |           |         |          |           |         |         |          |          |         |         | KAR 1 Ki | KAR 2 15 | KNU 1    | KNU 2    | MAN 1 | MAN 2 | 18.      | 12   |
| 2004 | West Coast Racing         | BMW 320i            | KNU 1   | KNU 2   | FAL 1    | FAL 2   | KAR 1     | KAR 2   | MAN 1    | MAN 2     | FAL 1   | FAL 2   | KNU 1 Ki | KNU 2 14 | ARC 1   | ARC 2   | KAR 1 4  | KAR 2 3  | MAN 1 3  | MAN 2 4  |       |       | 11.      | 48   |
| 2005 | West Coast Racing         | BMW 320i            | KNU 1   | KAR 3   | AND 3    | FAL 6   | KNU Ni    | KAR 1   | VAL 2    | MAN 3     |         |         |          |          |         |         |          |          |          |          |       |       | 2.       | 141  |
| 2006 | Kristoffersson Motorsport | Audi A4             | KNU 1   | KAR 3   | MAN 7    | FAL 1   | VAL 2     | AND 16  | KAR 1    | KNU 2     | MAN 4   |         |          |          |         |         |          |          |          |          |       |       | 1.       | 59   |
| 2007 | Kristoffersson Motorsport | Audi A4             | STU 7   | KNU Ki  | MAN 3    | KAR 3   | AND 3     | VAL 15  | FAL 1    | KAR 4     | KNU 4   | STU Ki  | MAN 8    |          |         |         |          |          |          |          |       |       | 4.       | 41   |
| 2008 | Honda Racing              | Honda Accord Euro R | KNU 9   | STU 3   | MAN 1    | KAR 6   | GÖT 1     | STU 3   | FAL Ki   | KAR 1     | KNU 7   | VAL 5   | MAN 3    |          |         |         |          |          |          |          |       |       | 3.       | 57   |
| 2009 | Flash Engineering         | BMW 320si E90       | MAN 1 4 | MAN 2   | KAR 1 4  | KAR 2 3 | GÖT 1 2   | GÖT 2 4 | KNU 1 3  | KNU 2 Ki  | FAL 1 2 | FAL 2 3 | KAR 1 4  | KAR 2 4  | VAL 1 2 | VAL 2 3 | KNU 1 2  | KNU 2 11 | MAN 1 4  | MAN 2 Ki |       |       | 2.       | 94   |
| 2010 | Flash Engineering         | BMW 320si E90       | JYL 1 8 | JYL 2 4 | KNU 1 10 | KNU 2 4 | KAR 1 15† | KAR 2 4 | GÖT 1 Ni | GÖT 2 13† | FAL 1 2 | FAL 2 5 | KAR 1 3  | KAR 2 3  | JYL 1 4 | JYL 2 1 | KNU 1 6  | KNU 2 1  | MAN 1 13 | MAN 2 5  |       |       | 5.       | 179  |

### Skandináv túraautó-bajnokság
| Év   | Csapat                | Autó                | 1       | 2       | 3       | 4       | 5       | 6         | 7       | 8         | 9       | 10      | 11      | 12      | 13      | 14      | 15    | 16    | 17      | 18      | Helyezés | Pont |
| ---- | --------------------- | ------------------- | ------- | ------- | ------- | ------- | ------- | --------- | ------- | --------- | ------- | ------- | ------- | ------- | ------- | ------- | ----- | ----- | ------- | ------- | -------- | ---- |
| 2011 | Biogas.se             | Volkswagen Scirocco | JYL 1   | JYL 2   | KNU 1   | KNU 2   | MAN 1   | MAN 2     | GÖT 1   | GÖT 2     | FAL 1   | FAL 2   | KAR 1   | KAR 2   | JYL 1   | JYL 2   | KNU 1 | KNU 2 | MAN 1 7 | MAN 2 7 | 20.      | 12   |
| 2013 | Volvo Polestar Racing | Volvo S60 TTA       | KNU 1 4 | KNU 2 1 | SOL 1 1 | GÖT 1 1 | FAL 1 1 | FAL 2 14† | ÖST 1 1 | KAR 1 1   | KAR 2 1 | TIE 1 3 | MAN 1 4 | MAN 2 1 |         |         |       |       |         |         | 1.       | 258  |
| 2014 | Volvo Polestar Racing | Volvo S60 TTA       | KNU 1 7 | NU 2 4  | GÖT 1 9 | GÖT 2 1 | FAL 1 3 | FAL 2 9   | KNU 1 4 | KNU 2 1   | SOL 1 5 | SOL 2 1 | MAN 1 4 | MAN 2 2 |         |         |       |       |         |         | 1.       | 279  |
| 2015 | Volvo Polestar Racing | Volvo S60 TTA       | VRS 1   | VRS 2 1 | AND 1 1 | ND 2 4  | MAN 1 1 | MAN 2 2   | FAL 1 3 | FAL 2 11† | KAR 1 1 | KAR 2 4 |         |         |         |         |       |       |         |         | 1.       | 366  |
| 2015 | Volvo Cyan Racing     | Volvo S60 TTA       |         |         |         |         |         |           |         |           |         |         | SOL 1 3 | SOL 2 6 | KNU 1 3 | KNU 2 3 |       |       |         |         | 1.       | 366  |

### Teljes WTCC-s eredménysorozata
| Év   | Csapat                | Autó                   | 1   | 1   | 2   | 2   | 3   | 3   | 4   | 4   | 5   | 5   | 6   | 6   | 7   | 7   | 8   | 8   | 9   | 9   | 10  | 10  | 11  | 11  | 12  | 12  | Helyezés | Pont  |
| 2013 | Volvo Polestar Racing | Volvo C30 DRIVe        | ITA | ITA | MAR | MAR | SVK | SVK | HUN | HUN | AUT | AUT | RUS | RUS | POR | POR | ARG | ARG | USA | USA | JPN | JPN | CHN | CHN | MAC | MAC | HN       | 0     |
| ---- | --------------------- | ---------------------- | --- | --- | --- | --- | --- | --- | --- | --- | --- | --- | --- | --- | --- | --- | --- | --- | --- | --- | --- | --- | --- | --- | --- | --- | -------- | ----- |
| 2013 | Volvo Polestar Racing | Volvo C30 DRIVe        |     |     |     |     |     |     |     |     |     |     |     |     |     |     |     |     |     |     |     |     | NI  | 15  |     |     | HN       | 0     |
| 2016 | Polestar Cyan Racing  | Volvo S60 Polestar TC1 | FRA | FRA | SVK | SVK | HUN | HUN | MAR | MAR | GER | GER | RUS | RUS | POR | POR | ARG | ARG | JPN | JPN | CHN | CHN | THA | THA | QAT | QAT | 10.      | 117   |
| 2016 | Polestar Cyan Racing  | Volvo S60 Polestar TC1 | 7   | KI  | KIZ | KIZ | 15  | 4   | 9   | 10  | KI  | 8   | KI  | 15  | 7   | 6   | 11  | 14  | 6   | 7   | 1   | 7   | T   | T   | 6   | 2   | 10.      | 117   |
| 2017 | Polestar Cyan Racing  | Volvo S60 Polestar TC1 | MAR | MAR | ITA | ITA | HUN | HUN | GER | GER | POR | POR | ARG | ARG | CHN | CHN | JPN | JPN | MAC | MAC | QAT | QAT |     |     |     |     | 1.       | 283,5 |
| 2017 | Polestar Cyan Racing  | Volvo S60 Polestar TC1 | 2   | 7   | 5   | 1   | HN  | 7   | 1   | 4   | 3   | 2   | 6   | 3   | HN  | 2‡  | 4   | 5   | 4   | 5   | 5   | 4   |     |     |     |     | 1.       | 283,5 |

‡ Fél pontokat osztották, miután a versenyzők nem teljesítették a versenytáv 75%-át.

### Teljes WTCR-es eredménysorozata
| Év   | Csapat                     | Autó              | 1   | 1   | 1   | 2   | 2   | 2   | 3   | 3   | 3   | 4   | 4   | 4   | 5   | 5   | 5   | 6   | 6   | 6   | 7   | 7   | 7   | 8   | 8   | 8   | 9   | 9   | 9   | 10  | 10  | 10  | Helyezés | Pont |
| 2018 | M Racing – YMR             | Hyundai i30 N TCR | MAR | MAR | MAR | HUN | HUN | HUN | GER | GER | GER | NED | NED | NED | POR | POR | POR | SVK | SVK | SVK | CHN | CHN | CHN | WUH | WUH | WUH | JPN | JPN | JPN | MAC | MAC | MAC | 7.       | 242  |
| ---- | -------------------------- | ----------------- | --- | --- | --- | --- | --- | --- | --- | --- | --- | --- | --- | --- | --- | --- | --- | --- | --- | --- | --- | --- | --- | --- | --- | --- | --- | --- | --- | --- | --- | --- | -------- | ---- |
| 2018 | M Racing – YMR             | Hyundai i30 N TCR | 2   | 5   | 34  | 9   | 12  | 9   | 2   | KI  | 1   | 14  | 16  | 15  | KI  | 10  | 1   | 13  | 10  | 4   | 1   | 7   | 1   | 12  | KI  | 10  | KI  | 12  | 8   | 11  | KI  | 8   | 7.       | 242  |
| 2019 | Cyan Racing Lynk & Co      | Lynk & Co 03 TCR  | MAR | MAR | MAR | HUN | HUN | HUN | SVK | SVK | SVK | NED | NED | NED | GER | GER | GER | POR | POR | POR | CHN | CHN | CHN | JPN | JPN | JPN | MAC | MAC | MAC | MAL | MAL | MAL | 4.       | 297  |
| 2019 | Cyan Racing Lynk & Co      | Lynk & Co 03 TCR  | 23  | 6   | 13  | 7   | KI  | 5   | 23  | 22  | 11  | 1   | 12  | 12  | 115 | 12  | KI  | 8   | 13  | 8   | 12  | 4   | 5   | 4   | 5   | 3   | 5   | 2   | 7   | 27  | 23  | 7   | 4.       | 297  |
|      |                            |                   | 1   | 1   | 2   | 2   | 3   | 3   | 3   | 4   | 4   | 4   | 5   | 5   | 5   | 6   | 6   | 6   |     |     |     |     |     |     |     |     |     |     |     |     |     |     |          |      |
| 2020 | Cyan Performance Lynk & Co | Lynk & Co 03 TCR  | BEL | BEL | GER | GER | SVK | SVK | SVK | HUN | HUN | HUN | ESP | ESP | ESP | ARA | ARA | ARA |     |     |     |     |     |     |     |     |     |     |     |     |     |     | 9.       | 142  |
| 2020 | Cyan Performance Lynk & Co | Lynk & Co 03 TCR  | 2   | Ki  | 4   | 24  | 19  | 16  | 15  | 10  | 12  | 12  | Ki  | 7   | 12  | 11  | 7   | 64  |     |     |     |     |     |     |     |     |     |     |     |     |     |     | 9.       | 142  |
|      |                            |                   | 1   | 1   | 2   | 2   | 3   | 3   | 4   | 4   | 5   | 5   | 6   | 6   | 7   | 7   | 8   | 8   | 9   | 9   |     |     |     |     |     |     |     |     |     |     |     |     |          |      |
| 2021 | Cyan Performance Lynk & Co | Lynk & Co 03 TCR  | GER | GER | POR | POR | ESP | ESP | HUN | HUN | CZE | CZE | FRA | FRA | ITA | ITA | RUS | RUS |     |     |     |     |     |     |     |     |     |     |     |     |     |     | 9.       | 141  |
| 2021 | Cyan Performance Lynk & Co | Lynk & Co 03 TCR  | 13  | Ki  | 6   | 7   | 10  | 2   | 5   | 75  | 5   | 15  | 2   | 9   | 124 | 83  | 10  | 11  |     |     |     |     |     |     |     |     |     |     |     |     |     |     | 9.       | 141  |
| 2022 | Cyan Performance Lynk & Co | Lynk & Co 03 TCR  | FRA | FRA | GER | GER | HUN | HUN | ESP | ESP | POR | POR | ITA | ITA | ALS | ALS | BHR | BHR | KSA | KSA |     |     |     |     |     |     |     |     |     |     |     |     | 17.      | 35   |
| 2022 | Cyan Performance Lynk & Co | Lynk & Co 03 TCR  | Ki  | 9   | T   | T   | 11  | 11  | 9   | 10  | Ki  | 11  | Ni  | Ni  | Vi  | Vi  | Vi  | Vi  | Vi  | Vi  |     |     |     |     |     |     |     |     |     |     |     |     | 17.      | 35   |

† A versenyt nem fejezte be, de helyezését értékelték, mert a versenytáv több, mint 75%-át teljesítette.

### Teljes TCR World Tour eredménysorozata
| 8 | 2 | 9 | 9 | 3 | 6 | 8 | 1 |  |  |  |  |  |  |  |  |  |  |  |  |

* A szezon jelenleg is zajlik.
† A versenyt nem fejezte be, de helyezését értékelték, mert a versenytáv több, mint 75%-át teljesítette.